# Campionati mondiali di sollevamento pesi 2017 - 75 kg femminile
Le gare di sollevamento pesi della categoria fino a 75 kg femminile — pesi mediomassimi — dei campionati mondiali del 2017 si sono svolte il 3 dicembre 2017 ad Anaheim presso l'Anaheim Convention Center Arena.
La categoria dei pesi mediomassimi femminili fa il suo rientro ai campionati mondiali, dove era assente dall'edizione del 1997.

## Programma
L'orario indicato corrisponde a quello californiano (UTC–08:00)
| Data            | Orario | Evento   |
| --------------- | ------ | -------- |
| 3 dicembre 2017 | 17:55  | Gruppo A |

## Medagliate
Per ciascun esercizio, le prime tre classificate sono le seguenti:
| Esercizio | Oro            | Oro    | Argento               | Argento | Bronzo                       | Bronzo |
| --------- | -------------- | ------ | --------------------- | ------- | ---------------------------- | ------ |
| Strappo   | Lidia Valentín | 118 kg | Neisi Dajomes         | 108 kg  | Mönkhjantsangiin Ankhtsetseg | 107 kg |
| Slancio   | Lidia Valentín | 140 kg | Gaëlle Nayo-Ketchanke | 134 kg  | Neisi Dajomes                | 132 kg |
| Totale    | Lidia Valentín | 258 kg | Neisi Dajomes         | 240 kg  | Gaëlle Nayo-Ketchanke        | 237 kg |

## Record
Prima di questa competizione, i record mondiali esistenti erano i seguenti:
| Record mondiale | Strappo | Natal'ja Zabolotnaja | 135 kg | Belgorod, Russia       | 17 dicembre 2011  |
| Record mondiale | Slancio | Kim Un-ju            | 164 kg | Incheon, Corea del Sud | 25 settembre 2014 |
| Record mondiale | Totale  | Natal'ja Zabolotnaja | 296 kg | Belgorod, Russia       | 17 dicembre 2011  |

## Risultati
| Pos. | Atleta                             | Gr. | Peso atleta | Strappo (kg) | Strappo (kg) | Strappo (kg) | Strappo (kg) | Slancio (kg) | Slancio (kg) | Slancio (kg) | Slancio (kg) | Totale   |
| Pos. | Atleta                             | Gr. | Peso atleta | 1            | 2            | 3            | Pos.         | 1            | 2            | 3            | Pos.         | Totale   |
| ---- | ---------------------------------- | --- | ----------- | ------------ | ------------ | ------------ | ------------ | ------------ | ------------ | ------------ | ------------ | -------- |
|      | Lidia Valentín (ESP)               | A   | 74.57       | 110          | 115          | 118          |              | 130          | 135          | 140          |              | 258      |
|      | Neisi Dajomes (ECU)                | A   | 74.84       | 103          | 106          | 108          |              | 128          | 132          | 135          |              | 240      |
|      | Gaëlle Nayo-Ketchanke (FRA)        | A   | 74.66       | 100          | 103          | 105          | 6            | 131          | 134          | 138          |              | 237      |
| 4    | Aremi Fuentes (MEX)                | A   | 74.77       | 102          | 105          | 107          | 4            | 128          | 131          | 134          | 4            | 236      |
| 5    | Jenny Arthur (USA)                 | A   | 74.87       | 102          | 102          | 104          | 5            | 130          | 133          | 134          | 5            | 234      |
| 6    | Yao Chi-ling (TPE)                 | A   | 74.35       | 96           | 100          | 103          | 7            | 128          | 131          | 131          | 6            | 228      |
| 7    | Marie-Ève Beauchemin-Nadeau (CAN)  | A   | 74.66       | 94           | 99           | 99           | 10           | 121          | 126          | 128          | 7            | 227      |
| 8    | Kristel Ngarlem (CAN)              | A   | 73.87       | 96           | 99           | 101          | 9            | 123          | 128          | 128          | 8            | 227      |
| 9    | Alejandra Garza (MEX)              | A   | 74.56       | 97           | 100          | 104          | 8            | 123          | 127          | 127          | 10           | 223      |
| 10   | Omadoy Otakuziyeva (UZB)           | A   | 74.38       | 95           | 99           | 99           | 12           | 120          | 124          | 127          | 9            | 222      |
| 11   | Ayumi Kamiya (JPN)                 | A   | 74.80       | 98           | 98           | 103          | 11           | 117          | 121          | 124          | 11           | 219      |
| —    | Mönkhjantsangiin Ankhtsetseg (MGL) | A   | 74.90       | 101          | 106          | 107          |              | —            | —            | —            | —            | —        |
| —    | Bilikis Abiodun Otunla (NGR)       | A   | ritirata    | ritirata     | ritirata     | ritirata     | ritirata     | ritirata     | ritirata     | ritirata     | ritirata     | ritirata |